# Watusi
Watusi（わつし、1958年9月1日-）は、日本の音楽プロデューサー、作曲家、編曲家、ベーシスト、プログラマー。
前橋市出身。角田敦名義で独協大学在学中よりプロとして音楽活動をスタート。1997年よりWatusi (COLDFEET) 名義で活動。

## 略歴

##### 1997年
- 自身のレーベル「Brickwall Records」を立ち上げ、アメリカ人のシンガー・ソングライター、Lori Fineをフィーチャーした初のWatusi名義での12インチ、「Coldfeet」をリリース・以降Brickwall RecordsからはCOLDFEET以外にもChallenger、Nicely Nice、Chinmudra、Nullgra、TDOの作品がリリースされる[1]。
- 遊佐未森全国6箇所ツアー「Live Move」にバンドマスター・ベースとして参加[2]。

##### 1998年
- Lori FineとCOLDFEETを結成し、SMARとオリジナル・アルバム7枚契約含む専属実演家契約を結ぶ。
- 4月、Hospital RecordsのRemixコンピレーション「Plastic Surgery」にElectric Shock Therapyの楽曲をリミックスした「Scrutiny / (COLDFEET Remix)」で初のCOLDFEET名義で参加。
- 6月にCOLDFEET、1st EP「Pussyfoot (SMAR)」でデビュー[3]。
- EP「Shamefaced」、「Plastic Emotion」、1st Album 「COLDFEET」を立て続けにリリース。映画「スワロウテイル」の制作チームが手がけた「Pussyfoot」のMVは国内の音楽番組にてヘヴィー・ローテーションを獲得、国外にもMTVヨーロッパの「Party Zone」を通じて41カ国、6千万世帯に向けて放送された[4]。
- 遊佐未森 全国5箇所ツアー「ECHO」・コンサート「PS」にバンドマスター・ベースとして参加。

##### 1999年〜2002年
- SMARよりリミックスアルバム含む3枚のアルバム、1枚のミニアルバム、5枚のシングルを発表。CompostやBPM King Street、Disorient 等のレーベルを通じて世界各地でもリリース。
- ファッション界においてもクリスチャン・ディオール / ジョン・ガリアーノ、カルティエ、ティファニー 等のスペシャル・イベントでパフォーマンスを提供。またOHYA! and his Astro BoyやArrston Volajuのコレクションの音楽も担当する。
- 1999年遊佐未森 全国5箇所ツアー「niwa」にバンドマスター・ベースとして参加。
- 2000年遊佐未森 全国3箇所ツアー「small is beautiful」にバンドマスター・ベースとして参加。

##### 2003年
- SMARを離れ、3rd Album「COLDFEET Presents Jazzfeet」を制作する傍ら、専属実演家の縛りが無くなった事もありプロデュース・チームとしても活動し始め、中島美嘉の多くのシングル、hiro、BoA、CHEMISTRY、 安室奈美恵、Little Glee Monsterなど多数の楽曲提供やプロデュースを手がける。
- ブロークン・ビーツに触発されたソロワークが、イギリスはClimate Records、アメリカはKriztal Recordsなどからリリースされる。

##### 2004年
- ニュー・ウェイヴ・ディスコ/ファンキーハウスを独自の解釈で取り入れたスタイルでCOLDFEETが5枚の12インチ・シングルを連続リリース。FreeTEMPO、SUGIURUMNなどと全国のDJ / Liveツアーを行う。

##### 2005年〜2006年
- Mondo Grossoも参加したCOLDFEETの4th Album「BODYPOP」は日本、韓国、中国、台湾、タイなどでもリリースされ、国内主要ラジオチャートにチャートインを果たす。
- 3,000人以上を集めた韓国カウントダウンライブを始めソウル、台北、上海、北京等アジアでのツアーも積極的に行う。またリミックスを中心とした「BODYCHOP」、初のベスト・アルバム「BEST」を2006年にリリース。

##### 2007年
- COLDFEET 5th Album「Feeling Good (Grand Gallery)」をリリース。先行12インチ・シングル「I Don’t Like Dancing」はDaishi Danceのリミックスを収録、販売と同時に完売し、スマッシュヒットとなる[5]。

##### 2008年
- 日本コロムビアに移籍、COLDFEET10周年を記念する6thアルバム「TEN」をリリース。即日iTunes Storeダンスアルバムチャート1位を獲得し、同時期にリリースした「TEN Remixes vol.1」(同チャート1位)、エクステンデッドバージョン収録の「On and On」(同チャート2位) を含め、数週間にわたりアルバムTOP10に3タイトルをチャートインさせる[6]。

##### 2009年
- TENのリミックス・アルバム「TEN remixes」をリリース[7]。
- 11月に生前のマイケル・ジャクソンから正式に許諾を得、進めて来たCOLDFEETのカバーアルバム「MJ THE TOUR」を発表[8]。

##### 2012年
- 南流石、森俊之、佐藤タイジ、沼澤尚、大塚愛を加えた男女6名のメンバーによるRabbitに参加、アルバム・リリースと全国ツアー「Rabbit Live Tour 裸Beat 2013」を行う[9]。

##### 2013年
- 80年代のNYCディスコを代表する2大レーベル・Salsol RecordsとWest End Recordsの音源をMixした自身初のMix CD 「Disco & Boogie In NYC Vol.1」をリリース[10]。
- 「クラブとクラブカルチャーを守る会」を設立、会長代行を務め風営法改正に尽力[11]。

##### 2014年
- 独自のテクノ感を紡ぎ、三上博史らをフィーチャーした初のソロアルバム「Technoca」をリリース、全国ツアーも敢行。

##### 2015年
- 堀越雄輔、松岡"Matzz"高廣と「TDO」を結成、SILVA、GILLE、birdなどをフィーチャーしアルバム「Tokyo Discotheque Orchestra」をリリース[12]。
- 屋敷豪太、Dub Master X、増井朗人、いとうせいこう、會田茂一、エマーソン北村らと器楽曲・ダブ・バンド、「DUBFORCE」を結成[13]。

##### 2016年
- DUBFORCE、ミニアルバム「DUBFORCE」をリリース[14]。

##### 2018年
- DUBFORCE、7インチ「LIAR DUB / 光り出しそうだ」をリリース[15]。
- DUBFORCEと並行し「いとうせいこう is the poet」としても活動を始め、ブルーノートからフジロックフェスティバル、朝霧JAM、中津川 THE SOLAR BUDOKANなどのフェスまで多彩なライブ活動を行う[16]。

##### 2019年
- 8月、COLDFEETの20周年を記念するオリジナル・アルバム「Core」を発表[17]。
- DUBFORCE、7インチ「BABY DON’T CRY / HOPE DUB」をリリース[18]。

##### 2020年
- 一般社団法人JDDAを興し、Web上のDJ年鑑「Japan DJ net」やダンス・ミュージックの祭典「Tokyo Dance Music Week」の制作／運営など次世代のカルチャー創設に動く[19][20][21]。
- J-WAVEにてTOKYO M.A.A.D. SPINのナビゲーターを務める[22]。

##### 2021年〜
- いとうせいこう is the poet、1st Album 「ITP」をリリース[23]。
- JASRACのDX化プロジェクトでもある楽曲情報管理システム「KENDRIX」の外部プロデューサーを、2024年より実演家の団体、一般社団法人MPNの副理事長や芸団協CPRA、JASRACなどの諮問委員会の委員を務める[24]。

## ディスコグラフィー
| 発売日        | タイトル                                  | 規格品番  | 収録曲 | 備考                     |
| ------------- | ----------------------------------------- | --------- | ------ | ------------------------ |
| 1998年8月21日 | Tokyo Discotheque Orchestra Feat. Gille   | BWRCD-102 | 全7曲  | マキシシングル           |
| 2015年9月5日  | Tokyo Discotheque Orchestra Feat. SILVA   | BWRCD-101 | 全7曲  | マキシシングル           |
| 2016年7月28日 | Tokyo Discotheque Orchestra Feat. bird    | BWRCD-103 | 全7曲  | マキシシングル           |
| 2017年1月1日  | Tokyo Discotheque Orchestra               | ZLCP-0312 | 全11曲 | CD・配信・ストリーミング |
| 2017年        | That's My Heart Beating / Cold feat. Gile | BWEP-0015 | 全2曲  | 7インチ                  |
| 2020年        | Summer Blue                               | BWEP-0015 | 全2曲  | 7インチ                  |
| 2023年12月6日 | That's My Heart Beating / Cold feat. Refa | BLMS-008  | 全2曲  | 7インチ                  |

| 発売日        | タイトル                                   | 規格品番    | 収録曲 | 備考                                                    |
| ------------- | ------------------------------------------ | ----------- | ------ | ------------------------------------------------------- |
| 2016年        | DUBFORCE                                   | OVE-00-0113 | 全4曲  | マキシシングル                                          |
| 2017年4月22日 | Mondo Grosso – ラビリンス (Dubforce Remix) | CTJ1-40386  | 全3曲  | 12インチ・RECORD STORE DAY JAPAN 2017に合わせてリリース |
| 2018年        | Mondo Grosso – ラビリンス (Dubforce Remix) | HRGA-001    | 全2曲  | 7インチ                                                 |
| 2018年        | Liar Dub / 光り出しそうだ                  | OVE-7-0132  | 全2曲  | 7インチ                                                 |
| 2019年9月11日 | Baby Don't Cry                             | OVE-7-0136  | 全2曲  | 7インチ                                                 |

| 発売日        | タイトル           | 規格品番   | 収録曲 | 備考                                                   |
| ------------- | ------------------ | ---------- | ------ | ------------------------------------------------------ |
| 2019年8月3日  | 直して次に渡す     | HR7S145    | 全2曲  | 7インチ                                                |
| 2019年11月3日 | Iuai               | DIRTY30002 | 全2曲  | 7インチ                                                |
| 2020年8月29日 | 怒りを吠えるけもの | DIRTY30003 | 全2曲  | 7インチ・RECORD STORE DAY JAPAN 2020に合わせてリリース |
| 2021年3月1日  | ITP 1              | DIRTY30004 | 全8曲  | LP                                                     |

| 発売日         | タイトル                    | 規格品番      | 収録曲  | 備考                                                                    |
| -------------- | --------------------------- | ------------- | ------- | ----------------------------------------------------------------------- |
| 2002年         | Bamboozled                  | CLIMATED01    | Various | 2 x CD UKのCompilation、Music & Movement Oneに収録                      |
| 2003年11月11日 | Aphrodisiac                 | KRI-CD-3017   | Various | CD USのMix Album、Sakura Aural Blissに収録                              |
| 2013年6月13日  | Disco & Boogie In NYC Vol:1 | OTLCD5056     | 全22曲  | Mix CD                                                                  |
| 2014年         | Technoca                    | OTLCD2130     | 全13曲  | CD Full Almun 配信・ストリーミング                                      |
| 2014年         | Tokyo Techno Drive EP       |               | 全4曲   | 川村由紀プロデュース 配信・ストリーミング                               |
| 2014年         | Don’t Touch Me EP           |               | 全4曲   | 川村由紀プロデュース 配信・ストリーミング                               |
| 2015年         | Technoca Remixes            |               | 全4曲   | 川村由紀プロデュース 配信・ストリーミング                               |
| 2015年         | Technoca Remixes 2          |               | 全4曲   | 川村由紀プロデュース 配信・ストリーミング                               |
| 2016年         | Flowing                     |               | 全4曲   | 配信・ストリーミング                                                    |
| 2016年         | INORI                       | RSCR1008/1009 | Various | 2 x CD Compilation、Lost and Found収録 一部サイトで配信・ストリーミング |
| 2019年         | Roadless Samurai            | YNCG-1001     | 全3曲   | 2 x CD Compilation                                                      |

## プロデューサーとして
COLDFEETでの活動の傍ら音楽プロデューサー・チームとしても活動、特に中島美嘉においてはデビュー当時から現在に至るまで全てのアルバムに関わり、シングルも多数手がける。詳細はCOLDFEET#主な提供作品を参照。

## 著書
- リットーミュージック
  - 『Sound & Recording Magazine リズプロ！Presents MPCで学ぶリズム打ち込み入門』（2009年[25]）
  - 『DAWトラック・メイキング　クラブ・ミュージック的作曲術』（2012年[26]）
  - 『DANCE CLASSICS DISC GUIDE　シーズ・オブ・クラブ・ミュージック』（2013年[27]）
  - 『DAWで学ぶリズム打ち込み入門』（2018年[28]）

### インタビュー
1. 還暦・現役・さらなる未来へ…Watusiの果てしなき音楽人生
2. 「自分のダンスを踊れているか？」Watusiロングインタビュー。還暦を迎えたベテランが語る音楽人生の処世術とは？